# Jesús Ortega (escritor)
Jesús Ortega Pérez (Melilla, 27 de octubre de 1968) es un escritor y gestor cultural español, coordinador del programa Granada Ciudad de Literatura Unesco.

## Biografía
Jesús Ortega es el coordinador del programa Granada Ciudad de Literatura Unesco, desarrollado en el Área de Cultura del Ayuntamiento de Granada desde 2014. Este programa tiene la finalidad de gestionar las responsabilidades derivadas de la designación de Granada como Ciudad Creativa de la Unesco en el ámbito de la Literatura (en inglés). Granada ha sido la primera ciudad de lengua española en obtener dicha designación. La Red de Ciudades Creativas de la Unesco está compuesta por ciudades que han identificado la creatividad y la cultura como motores de su desarrollo sostenible. 
Entre 1997 y 2015, Jesús Ortega coordinó las actividades culturales de la Huerta de San Vicente, Casa-Museo Federico García Lorca en Granada.
Licenciado en Filología Hispánica, es Máster en Gestión Cultural y Máster en Estudios Literarios y Teatrales  por la Universidad de Granada, y Máster en Edición por Santillana/Universidad de Salamanca.
Es autor de los libros de cuentos El clavo en la pared (Cuadernos del Vigía, 2007) y Calle Aristóteles (Cuadernos del Vigía, 2011), finalista del Premio Setenil 2012 al mejor libro de cuentos publicado en España, y figura en recopilaciones y antologías como Nuevos relatos para leer en el autobús (Cuadernos del Vigía, 2009), Siglo XXI. Los nuevos nombres del cuento español actual (Menoscuarto, 2010; edición de Fernando Valls y Gemma Pellicer) y Pequeñas resistencias 5. Antología del nuevo cuento español 2001-2010 (Páginas de Espuma, 2010; edición de Andrés Neuman). Ha sido también profesor de escritura (talleres 30 horas de relato breve, 2004 y 2005) y actualmente publica artículos y reseñas en el suplemento Los diablos azules del diario Infolibre. En enero de 2012 lanzó el Proyecto Escritorio, un mapa de poéticas del espacio de autores contemporáneos en lengua castellana, una versión del cual ha sido publicada en formato libro en 2016. Ha comisariado las exposiciones Álbum. Una historia visual de la Huerta de San Vicente (2014) y Querida comadre. Lorca y la Argentinita en la danza española (2016) cuyos respectivos catálogos también ha editado y coordinado.

## Obra

### Cuentos
- El clavo en la pared, Granada, Cuadernos del Vigía, 2007. ISBN 9788495430267
- Calle Aristóteles, Granada, Cuadernos del Vigía, 2011. ISBN 9788495430403

### Recopilaciones y antologías
- Nuevos relatos para leer en el autobús, Granada, Cuadernos del Vigía, 2009. ISBN 9788495430335
- Siglo XXI. Los nuevos nombres del cuento español actual, Gemma Pellicer y Fernando Valls (eds.), Palencia, Menoscuarto, 2010. ISBN 9788496675483
- Pequeñas resistencias 5. Antología del nuevo cuento español (2001-2010), Andrés Neuman (ed.), Madrid, Páginas de Espuma, 2010. ISBN 9788483930694

### Ensayos literarios
- La caja de alegría. Federico García Lorca en la Huerta de San Vicente, Granada, Comares, 2020.[2]
- Proyecto Escritorio, Granada, Cuadernos del Vigía, 2016. ISBN 978-84-95430-62-5

### Ediciones
- Federico García Lorca, De viva voz. Conferencias y alocuciones, Víctor Fernández y Jesús Ortega (eds.), Madrid, Penguin Random House, Debolsillo, 2021.[3]
- Federico García Lorca, Impresiones y paisajes, Jesús Ortega y Víctor Fernández (eds.), ilustraciones de Alfonso Zapico, Madrid, Biblioteca Nueva, 2018.[4]

### Catálogos de exposiciones
- Álbum. Una historia visual de la Huerta de San Vicente, Granada, Ayuntamiento de Granada/GEGSA, 2015. ISBN 978-84-92776-22-1
- Querida comadre. Lorca y la Argentinita en la danza española, Granada, Centro Federico García Lorca, 2016. ISBN 978-84-608-3347-5

### Traducciones
- Der Nagel an der Wand, trad. Michael Ebmeyer (en alemán), Heidelberg, hochroth Hridelberg, 2021.[5]